# Challenger Tenis Club Argentino
El Challenger Tenis Club Argentino es un torneo profesional de tenis. Pertenece al ATP Challenger Tour. Se juega desde el año 2022 sobre pistas de tierra batida al aire libre, en Buenos Aires, Argentina.

## Palmarés

### Individuales
| Año     | Campeón             | Finalista       | Resultado        |
| ------- | ------------------- | --------------- | ---------------- |
| 2022    | Francisco Comesaña  | Mariano Navone  | 6–4, 6–0         |
| 2023    | Thiago Seyboth Wild | Luciano Darderi | 6–3, 6–3         |
| 2024-I  | Gonzalo Bueno       | Dmitry Popko    | 6–4, 2–6, 7–6(4) |
| 2024-II | Facundo Bagnis      | Mariano Navone  | 7–5, 1–6, 7–5    |

### Dobles
| Año     | Campeones                                       | Finalistas                                           | Resultado           |
| ------- | ----------------------------------------------- | ---------------------------------------------------- | ------------------- |
| 2022    | Arklon Huertas del Pino Conner Huertas del Pino | Matías Franco Descotte Alejo Lorenzo Lingua Lavallén | 7–5, 4–6, [11–9]    |
| 2023    | Francisco Comesaña Thiago Seyboth Wild          | Hernán Casanova Santiago Rodríguez Taverna           | 6–3, 6–7(5), [10–6] |
| 2024-I  | Arklon Huertas del Pino Conner Huertas del Pino | Max Houkes Lukas Neumayer                            | 6–3, 3–6, [10–6]    |
| 2024-II | João Fonseca Pedro Sakamoto                     | Jakob Schnaitter Mark Wallner                        | 6–2, 6–2            |